# Wciąż się na coś czeka
Wciąż się na coś czeka – dwunasty album studyjny Magdy Umer wydany w 2012 roku. Zawiera stare (na nowo zaaranżowane) i nowe piosenki literackie o miłości, napisane przez Magdę Umer, Magdę Czapińską i Wojciecha Poniedzielskiego. Ponadto znajdują się tu: „Słynny niebieski prochowiec” Leonarda Cohena czy „I ciągle dal” Stachury i Satanowskiego. Jako bonus na płycie przedstawiono zapowiedź kolejnego albumu z duetami czyli dwa dodatkowe utwory - z Wojciechem Mannem oraz z Jackiem Kleyffem i Jerzym Słomińskim.

## Lista utworów
1. I wciąż się na coś czeka
2. Pogoda na szczęście
3. Deszcz (I tak się trudno rozstać)
4. Zmierzch
5. Jaśniej
6. Nie oczekuję dziś nikogo
7. I ciągle dal
8. Atramentowa rumba
9. Czasem tak się zdarza
10. Osobno
11. Tylko miłość (Zdarzyło się)
12. Słynny niebieski prochowiec
13. Ptaki smutku

Piosenki z następnej płyty (Duety)
1. Na całej połaci śnieg (duet z Wojciechem Mannem)
2. Płachta nieba (+ Jacek Kleyff i Jerzy Słomiński)